# Monturque (kommunhuvudort)
Monturque är en kommunhuvudort i Spanien.   Den ligger i provinsen Province of Córdoba och regionen Andalusien, i den södra delen av landet, 300 km söder om huvudstaden Madrid. Monturque ligger 370 meter över havet och antalet invånare är 2 032.
Terrängen runt Monturque är platt åt sydväst, men åt nordost är den kuperad. Terrängen runt Monturque sluttar västerut.Runt Monturque är det ganska tätbefolkat, med 86 invånare per kvadratkilometer. Närmaste större samhälle är Lucena, 11,0 km sydost om Monturque. Trakten runt Monturque består till största delen av jordbruksmark.